# Lucy Parsons
Pour les articles homonymes, voir Parsons.
Lucy Ella Parsons, née Lucia Carter en 1853 et morte à Chicago le 7 mars 1942,, est une syndicaliste libertaire, socialiste radicale et anarcho-communiste connue surtout pour ses discours. Née esclave au Texas, elle s'implique en politique après son mariage avec Albert Parsons. Le couple déménage à Chicago, où elle écrit régulièrement dans le journal de son mari, The Alarm.
En 1887, Albert Parsons est exécuté, avec d'autres anarchistes accusés également sans preuve d'être impliqués dans le massacre de Haymarket Square. Elle continue à s'impliquer dans la politique américaine, participant entre autres à la fondation d'Industrial Workers of the World et organisant plusieurs grèves des couturières ; elle est en conflit ouvert avec Emma Goldman, en particulier en raison de leurs désaccords sur l'amour libre. Elle meurt le 7 mars 1942 dans l'incendie de sa maison et est enterrée près d'Albert Parsons.

## Biographie

### Enfance et éducation
Lucy Parsons naît Lucia Carter en Virginie en 1851. Sa mère est une esclave noire propriété d'un homme blanc dont le nom de famille est Tolliver. Il est possible qu'il ait été le père de Parsons. Parsons refuse toute sa vie d'évoquer sa vie privée ou ses origines ethniques. Elle déclare que n'étant pas candidate à des élections et se battant pour un principe et non en tant que personnalité, le public n'a pas de droit de regard sur son passé. Toute recherche sur ses origines est donc difficile,. Parsons nie catégoriquement être une fille d'esclave africaine, affirmant qu'elle est née au Texas et que ses parents sont respectivement membre des Amérindiens et originaire du Mexique. Elle se décrit comme « hispano-indienne » pour expliquer sa peau foncée. Même sur son certificat de décès, ses parents sont nommés Pedro Díaz et Marites González, tous deux mexicains. On sait que ces informations sont fausses.
En 1863, Tolliver déménage à Waco pendant la guerre de Sécession.
On sait peu de choses sur sa vie après son arrivée au Texas. Elle travaille pour des familles blanches en tant que couturière et que cuisinière. Elle vit avec Olivier Gathing, un affranchi qu'elle a peut-être épousé, pendant quelques années avant 1870,. Pendant cette période, elle tombe enceinte et perd l'enfant à la naissance. En 1871, elle épouse Albert Parsons, un ancien soldat confédéré. En 1873, ils sont chassés du Texas en raison de leur mariage interracial. Pendant le voyage, Parsons change son prénom en Lucy ; le couple finit par s'installer à Chicago.

### Militantisme anarchiste

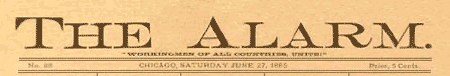
The Alarm

Les Parsons deviennent des militants anarchistes particulièrement investis dans le mouvement ouvrier de la fin du siècle, participant à des missions révolutionnaires pour les droits des prisonniers politiques, des personnes non blanches, des personnes sans domicile et des femmes. Lucy Parsons commence à écrire pour The Socialist and The Alarm, la revue de l'International Working People's Association (IWPA) qu'elle et son mari contribuent à fonder en 1883. Elle travaille souvent avec Lizzie Holmes : les deux femmes se lient d'amitié et organisent plusieurs manifestations de couturières à Chicago. Albert Parsons, fortement impliqué dans la campagne pour la journée de huit heures, est arrêté, jugé, et exécuté le 11 novembre 1887 par l'état de l'Illinois, portant avec d'autres le chapeau pour le massacre de Haymarket Square. La marche du 1° Mai pour la journée de huit heures et ce Massacre de Chicago donnent naissance à la journée internationale des travailleurs,. L'historien Matthew Carr soutient que, sept ans après les événements, le gouverneur de l'Illinois avait innocenté (à titre posthume pour la plupart) les anarchistes condamnés sans preuves.
Parsons commence à écrire pour le journal anarchiste français Les Temps nouveaux. Elle se rend au Royaume-Uni en 1888 et y fait des discours aux côtés de William Morris et de Pierre Kropotkine.

En 1892, elle édite brièvement le mensuel Freedom: A Revolutionary Anarchist-Communist Monthly. Elle est arrêtée à de nombreuses reprises pour ses discours et sa distribution de littérature anarchiste. Tout en continuant à soutenir la cause anarchiste, elle a des désaccords idéologiques avec certains de ses contemporains, notamment Emma Goldman, parce que celle-ci se concentrait sur les politiques de classe plutôt que sur les luttes se rapportant au genre et au sexe.

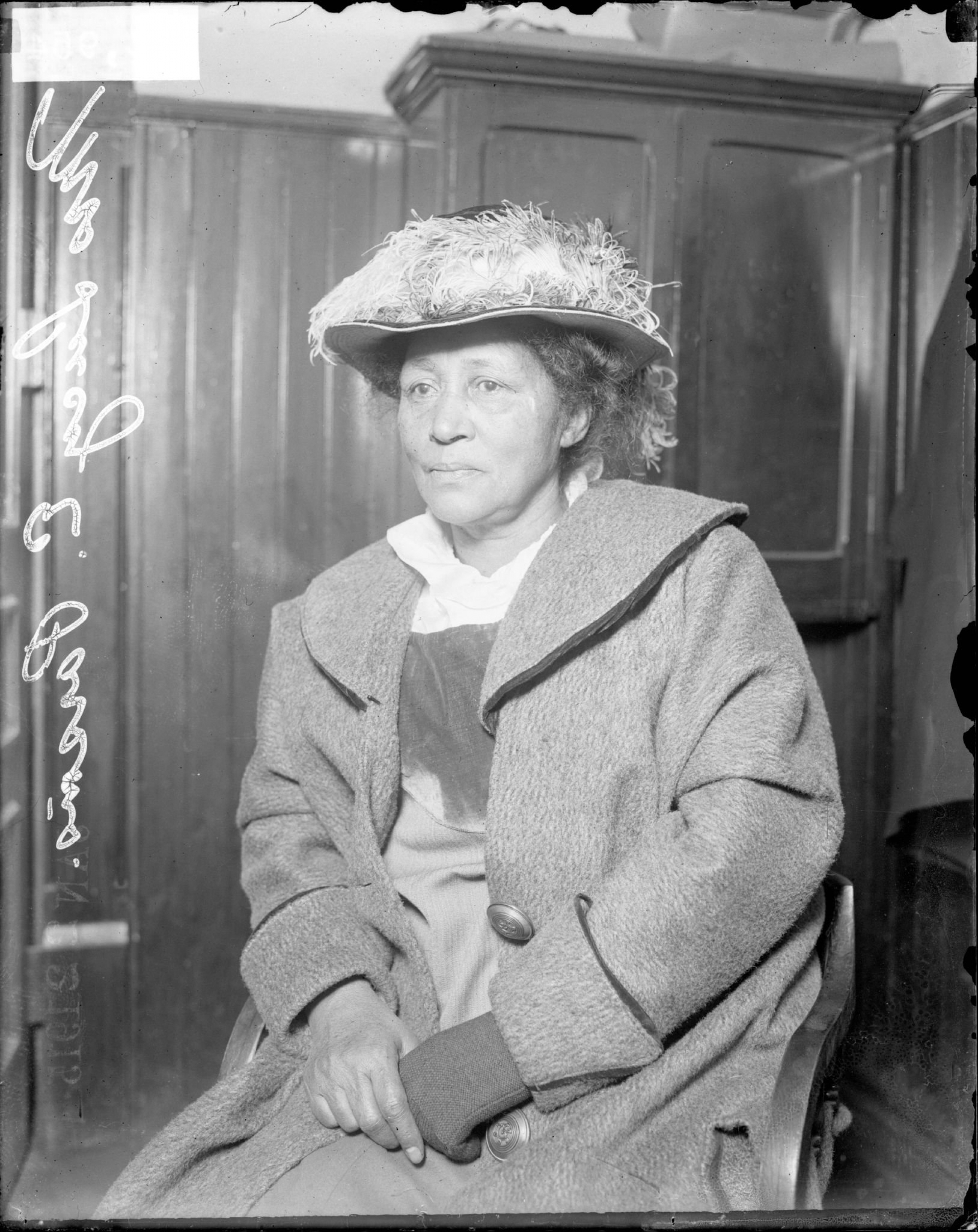
Photo d'identité judiciaire en 1915.

En 1905, elle participe à fonder Industrial Workers of the World (IWW), et elle commence à éditer The liberator, un journal anarchiste de soutien d'IWW à Chicago. Son intérêt se reporte sur les luttes de classe, en particulier au sujet de la pauvreté et du chômage, et elle organise des grèves de la faim à Chicago en janvier 1915. Ces grèves de la faim poussent la Fédération Américaine du Travail, le Parti Socialiste d'Amérique et la « Hull House » de Jane Addams à prendre part à une grande manifestation le 12 février. Une des citations attribuées à Lucy Parsons dit que : « Ma conception de la grève du futur ne consiste pas à faire la grève et à partir et à se laisser mourir de faim, mais de faire la grève et de rester là et de s'approprier la production ». Lucy Parsons anticipe ainsi les grèves sur le tas aux États-Unis et, plus tard, les prises de contrôle d'entreprises par les ouvriers en Argentine. Dans les années 1920, le Chicago Police Department la qualifie de « plus dangereuse qu'un millier d'émeutiers ».

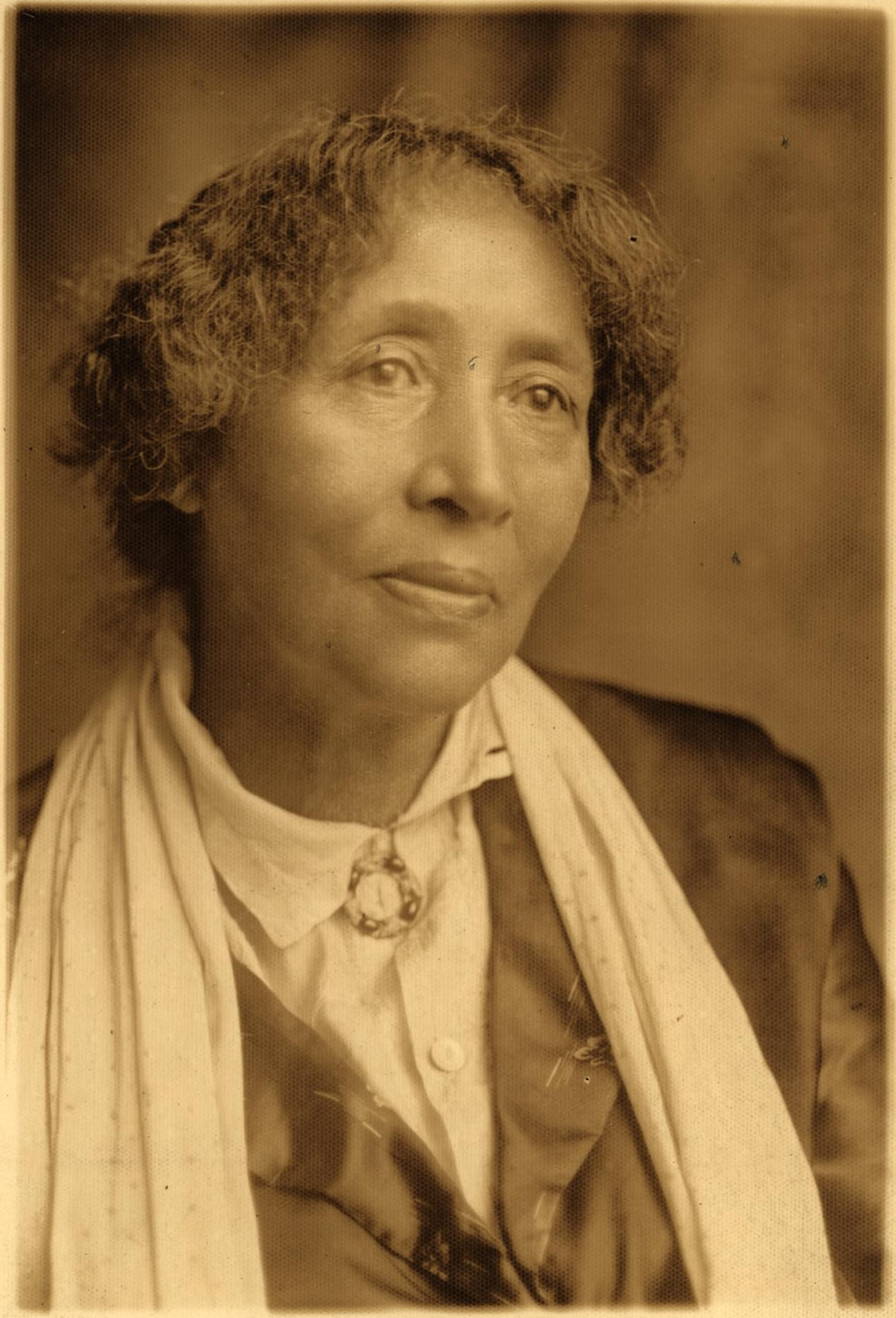
En 1920.

Dans les années 1920, elle commence à travailler avec le comité national de l'International Labor Defense, une organisation communiste qui défend les militants pour le droit du travail et les Afro-Américains injustement accusés, comme les Scottsboro Boys et Angelo Herndon (en). De nombreuses sources indiquent qu'elle rejoint le parti communiste des États-Unis d'Amérique en 1939 ; d'autres personnes remettent cette affirmation en cause, la nécrologie publiée par le parti à sa mort ne parlant nulle part de cette affiliation.

### Conflit avec Emma Goldman
Lucy Parsons et Emma Goldman n'appartiennent pas au même mouvement anarchiste, en particulier en ce qui concerne les droits des femmes. Le féminisme de Lucy Parsons voit l'oppression des femmes comme une conséquence du capitalisme et base son féminisme sur les valeurs de la classe ouvrière. Emma Goldman a une approche beaucoup plus abstraite cherchant la liberté des femmes dans toutes les situations, sans prise en compte de leur classe d'appartenance, qui prend le pas sur celle de la génération de Parsons à partir des années 1890.
En 1908, le capitaine Mahoney du New York City Police Department se rend à une des oraisons de Goldman à Chicago. Les journalistes indiquent que tous les anarchistes populaires sont présents sur place, « à l'exception seulement de Lucy Parsons, qui n'est pas en bons termes avec Emma Goldman ». En représailles, Goldman choisit de faire la promotion du livre The Bomb de Frank Harris, un compte-rendu quasi entièrement fictionnel du massacre de Haymarket Square, plutôt que Famous speeches of the eight Chicago anarchists de Parsons, un ouvrage documentaire qui retranscrit les discours des martyres au tribunal sans les enjoliver.
Parsons se concentre exclusivement sur les classes populaires, condamnant la volonté de Goldman de s'adresser à la classe moyenne. De son côté, Goldman accuse Parsons de se servir de la mort tragique de son mari pour se faire entendre. Dans The Firebrand, Parsons écrit qu'Oscar Rotter, un défenseur de l'amour libre, essaie d'amalgamer la dépravation sexuelle et la beauté de la libération des travailleurs : « la diversité des relations sexuelles et la liberté économique n'ont rien en commun ». En réponse, Goldman écrit que
« The success of the meeting was unfortunately weakened by Lucy Parsons who, instead of condemning the unjustified Comstock attacks and arrest of anarchists… took a stand against the editor of the Firebrand, [Henry] Addis, because he tolerated articles about free love… Apart from the fact that anarchism not only teaches freedom from the economic and political areas, but also in social and sexual life, L. Parsons has the least cause to object to treatises on free love… I spoke after Parsons and had a hard time changing the unpleasant mood that her remarks elicited, and I also succeeded in gaining the sympathy and the material support of the people present… »
— Emma Goldman, Letters from A Tour

« le succès de l'événement fut malheureusement affaibli par Lucy Parsons qui, au lieu de condamner les attaques injustifiées de Comstock et l'arrestation d'anarchistes [...] préféra s'opposer à l'éditeur de Firebrand, [Henry] Addis, parce qu'il tolérait des articles sur l'amour libre [...] En dehors du fait que l'anarchisme n'enseigne pas seulement la liberté dans les domaines économique et politique, mais aussi dans la vie sociale et sexuelle, L. Parsons est mal placée pour s'opposer à des traités sur l'amour libre [...] Je m'exprimai après Parsons et eus du mal à changer l'ambiance déplaisante que ses remarques avaient causées, et je parvins également à gagner la sympathie et le soutien matériel des personnes présentes »
Parsons lui répond qu'Emma Goldman « n'inspire personne et fait infiniment plus de mal que de bien ».
Dans son autobiographie Living My Life, Goldman mentionne la présence de « Mrs. Lucy Parsons, veuve de notre martyr Albert Parsons » à une convention militante de Chicago, notant qu'elle participe aux discussions. Plus tard, elle fait l'éloge d'Albert Parsons pour son socialisme et son anarchisme ainsi que pour le fait d'avoir « épousé une jeune mulâtresse », sans citer le nom de Lucy Parsons.

### Fin de vie

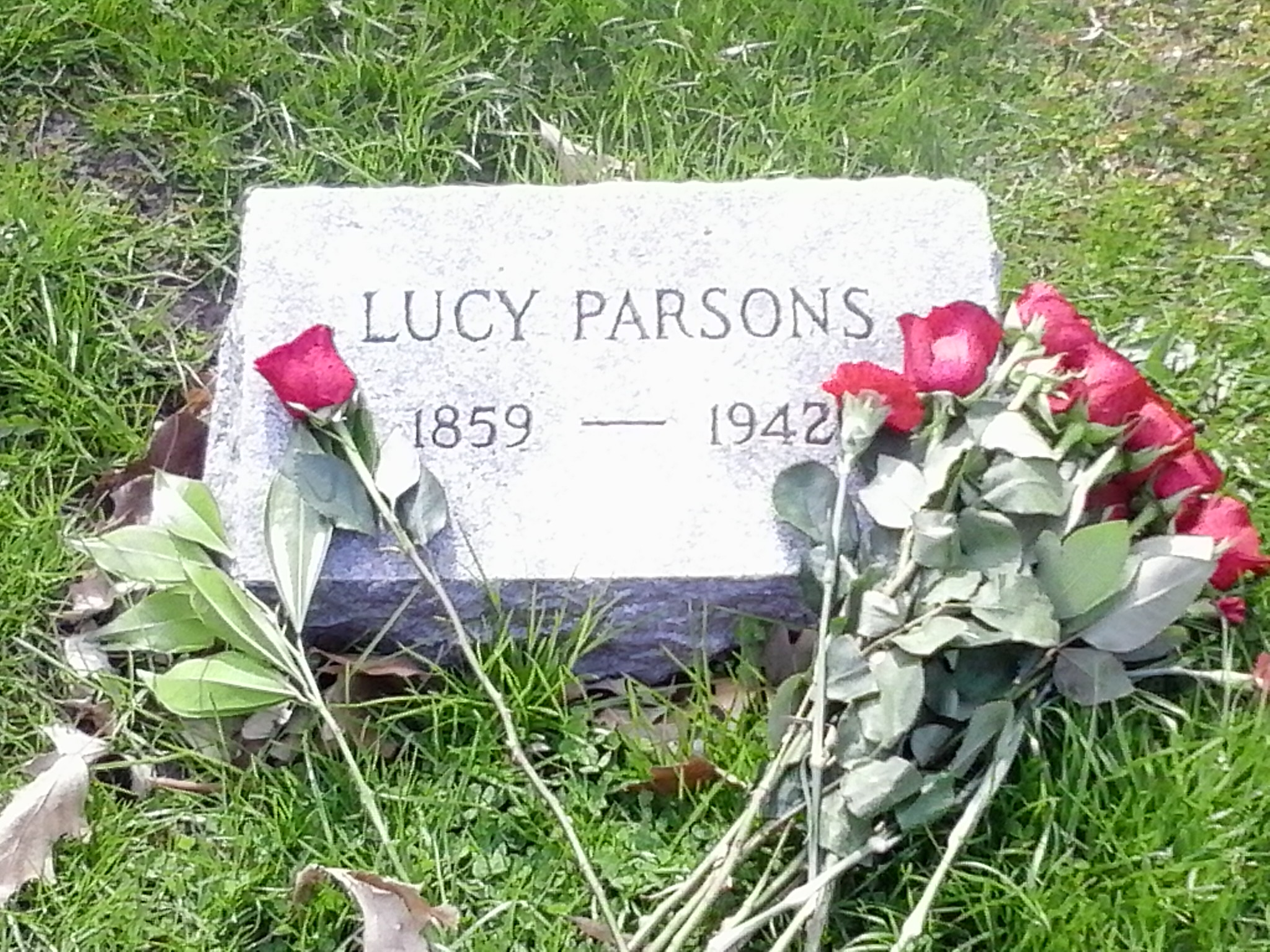
Pierre tombale photographiée le 1 mai 2005.

Parsons continue à déclamer des discours à Bughouse Square à Chicago jusqu'à après ses 80 ans, inspirant Studs Terkel. En février 1941, elle fait l'un de ses derniers grands discours, à l'attention des ouvriers en grève de International Harvester.
Elle meurt le 7 mars 1942 dans un incendie de sa maison à Avondale. Le lendemain, son amant, George Markstall, meurt de ses blessures, subies en essayant de la sauver. Elle a alors probablement 91 ans. Elle est enterrée près d'Albert Parsons non loin du Haymarket Martyrs' Monument à Forest Park.

### Livres
- Lucy Parsons, Famous Speeches of the Chicago Anarchists (œuvre écrite), 1912, [lire en ligne].
- (en) Lucy Parsons, Life of Albert R. Parsons, with brief history of the labor movement in America, 1889 (lire en ligne).

#### En français
- Travailler dans ces conditions ? Jamais ! : sur le capitalisme, les femmes et l’anarchisme, Payot, Petite bibliothèque Payot n°1246, 2024. 117 pages.
- Aux vagabonds, aux chômeurs, aux déshérités, aux miséreux…, 4 octobre 1884, Ravage Éditions, septembre 2013

### Discours (sélection)
- Lucy Parsons, Speech to the IWW in 1905 (discours), 1905, [lire en ligne].

### Tracts
- (en) Lucy Parsons, To Tramps, The Unemployed, the Disinherited, and Miserable, 4 octobre 1884 (lire en ligne).. Traduit en français : Lucy Parsons, Aux vagabonds..., Non Fides, 2013 (lire en ligne)
- (en) Lucy Parsons, The Principles of Anarchism, années 1890 (lire en ligne).

## Postérité
Le Centre Lucy Parsons, une librairie collective radicale, ouvre en 1970 à Boston.
Dans les années 1990, un artiste de Chicago installe un monument d'hommage à Parsons dans Wicker Park. En 2004, la ville de Chicago donne son nom à un parc.
En 2016, la cinéaste Kelly Gallagher publie une courte vidéo documentaire dans The Nation, intitulée More Dangerous Than a Thousand Rioters: The Revolutionary Life of Lucy Parsons.